# 鄭国渠

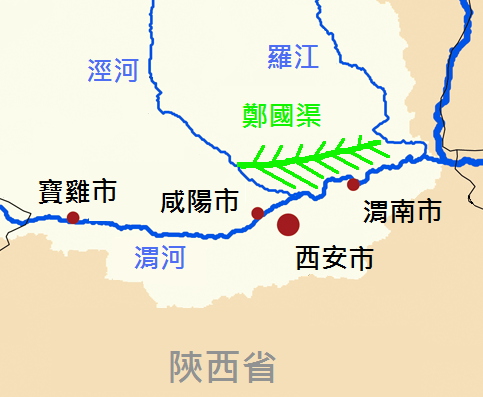
現代における鄭国渠の位置。上図では「羅江」とあるが、正しくは洛河である。

鄭国渠（ていこくきょ）は、中国・戦国時代末期、秦に建設された灌漑水路である。水利技術者の鄭国によって建設されたことからこの名がある。

## 建設
この溝渠は韓出身の水利技術者（水工）鄭国によって建設が行われたが、鄭国はもともと韓から秦に送り込まれた間者であった。秦による東方への侵攻を恐れた韓は、秦に大規模土木工事を起こさせ、人力と財力を注がせようと企図したのである。のちにこの意図が秦王政（のちの始皇帝）に発覚し、鄭国は殺害されそうになったが、鄭国は間者であったことを認めた上で、溝渠事業の完成はいずれは秦の利になると説得して処刑を免れ、引き続き事業に当たった。
鄭国渠は秦王政元年（紀元前246年）に起工され、十数年をかけて完成した。
完成した鄭国渠の長さは300余里（約120km）、灌漑地域は4万余頃（1頃＝1.82haとして72,800ha余）におよぶ。渭水北方の乾燥した平原地帯を潤し、それまで農業に適さなかったアルカリ性の土地（澤鹵之地）を灌漑して、地域に豊かな実りをもたらした。その収穫は、1畝あたり1鍾（＝6斛4斗）もの高収量であったという。『史記』河渠書は「関中（渭水盆地）または関中平原(zh:渭河平原)は沃野となり、凶年はなくなった。秦は富強となり、諸侯を併せた」と記し、鄭国渠がもたらした経済力が秦の天下統一事業を成功に導いたと描いている。

## 流域
鄭国渠は、咸陽北方の瓠口（現在の涇陽県王橋鎮上然村涇出口付近）で涇河（渭水の支流）の水を分け、洛河（同じく渭水の支流）に至る水路である。
瓠口（谷口とも）は、涇河が北方の黄土の山地から関中平原（渭水盆地）に出てくる地点にあたり、ここで川の水を幹線水路（主渠）に引き入れている。1985年には秦代の引水口付近で、川をせき止めるように築かれた長さ2650mの版築が見つかっており、ダムを築いて水位を上げて取水したものと推測されている。幹線水路ははじめ涇河と平行に進むが、関中平原に入ると「斗」と呼ばれる水門を設け、多くの支線水路を分出する。
鄭国渠の流路について酈道元は『水経注』（515年頃成立）の沮水の項目（卷十六）で以下のように描写している。
灌漑地域は、現在の涇陽・三原・高陵・臨潼・富平・臨渭・蒲城にあたるとされる。

## その後
涇河の水を引く水路は、歴代の王朝によってさまざまな改修が行われた。瓠口に設けられた引水口は、川の浚渫作用に対抗するため時代を追って上流へと移転しており、下流（南側）から秦漢以後現代に至る、歴代の引水口が並んでいる。
鄭国渠の機能は、完成後数十年にわたって維持された。前漢の武帝の時代、元鼎6年（紀元前111年）に、鄭国渠上流部の高地を灌漑するため、六輔渠 (zh) が開鑿された。太始2年（紀元前95年）には、趙の中大夫である白公の提言により、鄭国渠の南に、瓠口から櫟陽の渭水に至る白渠（白公渠） (zh) が開かれた。鄭国渠と白渠は合わせて「鄭白渠」と呼ばれた。唐代には、かつての鄭国渠の大部分は土砂が堆積したまま廃道となり、白渠の部分を中心に改修がおこなわれて三白渠（太白渠、中白渠、南白渠の総称）と呼ばれた。
現代、鄭国渠の役割を引き継いでいるのは、1935年に李儀祉 (zh) の設計で開通した涇恵渠（けいけいきょ）である。涇恵渠灌漑区 (zh) （約8万ヘクタール）の小麦やトウモロコシ、綿花の畑を潤している。
鄭国渠は古代中国の3大水利施設のひとつ（他は秦昭襄王・李氷の都江堰、秦始皇帝の霊渠）と呼ばれる。鄭国によって築かれた当時の取水口の遺跡（鄭国渠首遺跡 (zh:郑国渠首遗址) ）は、1996年に中華人民共和国全国重点文物保護単位に指定されている。2016年には、国際かんがい排水委員会が「鄭国渠」を世界かんがい施設遺産（世界灌漑施設遺産）としている。